# Cité de Trévise
Pour les articles homonymes, voir Trévise (homonymie).
La cité de Trévise ou cité Trévise est une voie publique du 9e arrondissement de Paris, en France.

## Situation et accès
La cité de Trévise est une voie publique située dans le 9e arrondissement de Paris. Elle débute au 14-18, rue Richer et se termine au 7, rue Bleue.
Le quartier est desservi par la ligne 7 à la station Cadet.

## Origine du nom

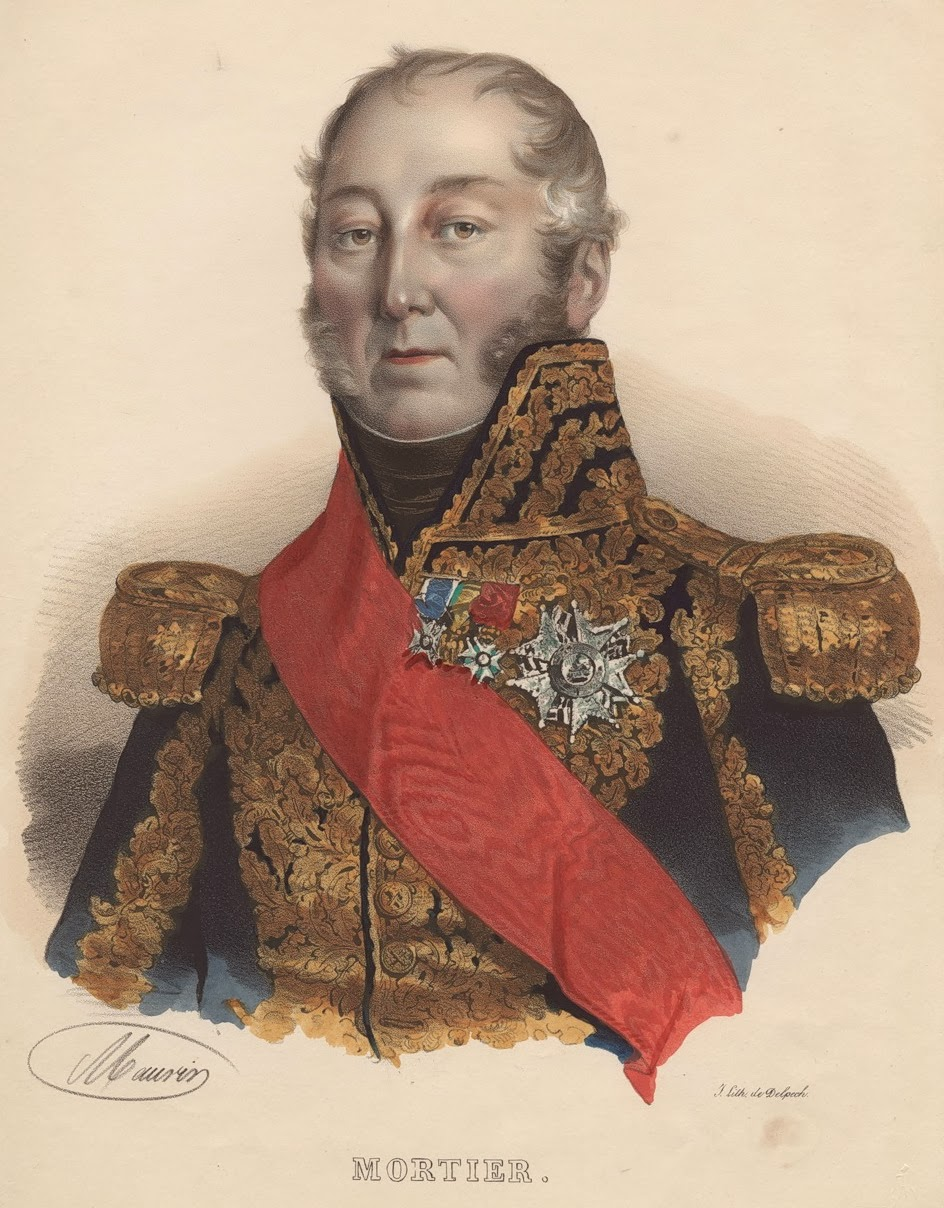
Édouard Mortier, duc de Trévise.

La cité de Trévise porte le nom du maréchal Édouard Mortier (1768-1835), duc de Trévise (Trévise est une ville italienne de la région de Vénétie), en raison du voisinage de la rue de Trévise.
La cité de Trévise comporte une « place » centrale rectangulaire avec en son centre un espace vert arboré orné d’une fontaine (la fontaine de Trévise), d’où partent deux rues « en baïonnette ».

## Historique
La cité de Trévise est réalisée en 1838 par des spéculateurs sur le terrain d’un ancien hôtel particulier construit sur les plans de l’architecte Alexandre Lenoir en 1786. Ce terrain est divisé en 18 parcelles construites soit les deux-tiers de l’ensemble. L’architecte Édouard Moll édifie les immeubles dans un style italianisant légèrement éclectique.
La cité, havre de paix dans un quartier d’affaires animé, était destinée à attirer une clientèle de luxe. Les immeubles étaient munis du confort moderne pour l’époque : branchements d’eau et de gaz.
La cité Trévise était à l'origine une cité privée régie par un règlement interdisant les boutiques, ateliers et toute profession insalubre et la location à « des personnes de mauvaise vie ou mœurs ». Les copropriétaires assuraient les salaires de deux gardiens et l’entretien du jardin.
Ouverte en 1840 sous sa dénomination actuelle, cette voie, à l'origine privée et fermée par des grilles à ses deux extrémités, est ouverte à la circulation dans les années 1950 et devient publique en 1983.
Le 8 mars 1918, durant la Première Guerre mondiale, une bombe lancée d'un avion allemand explose au no 22 cité Trévise.

## Bâtiments remarquables et lieux de mémoire

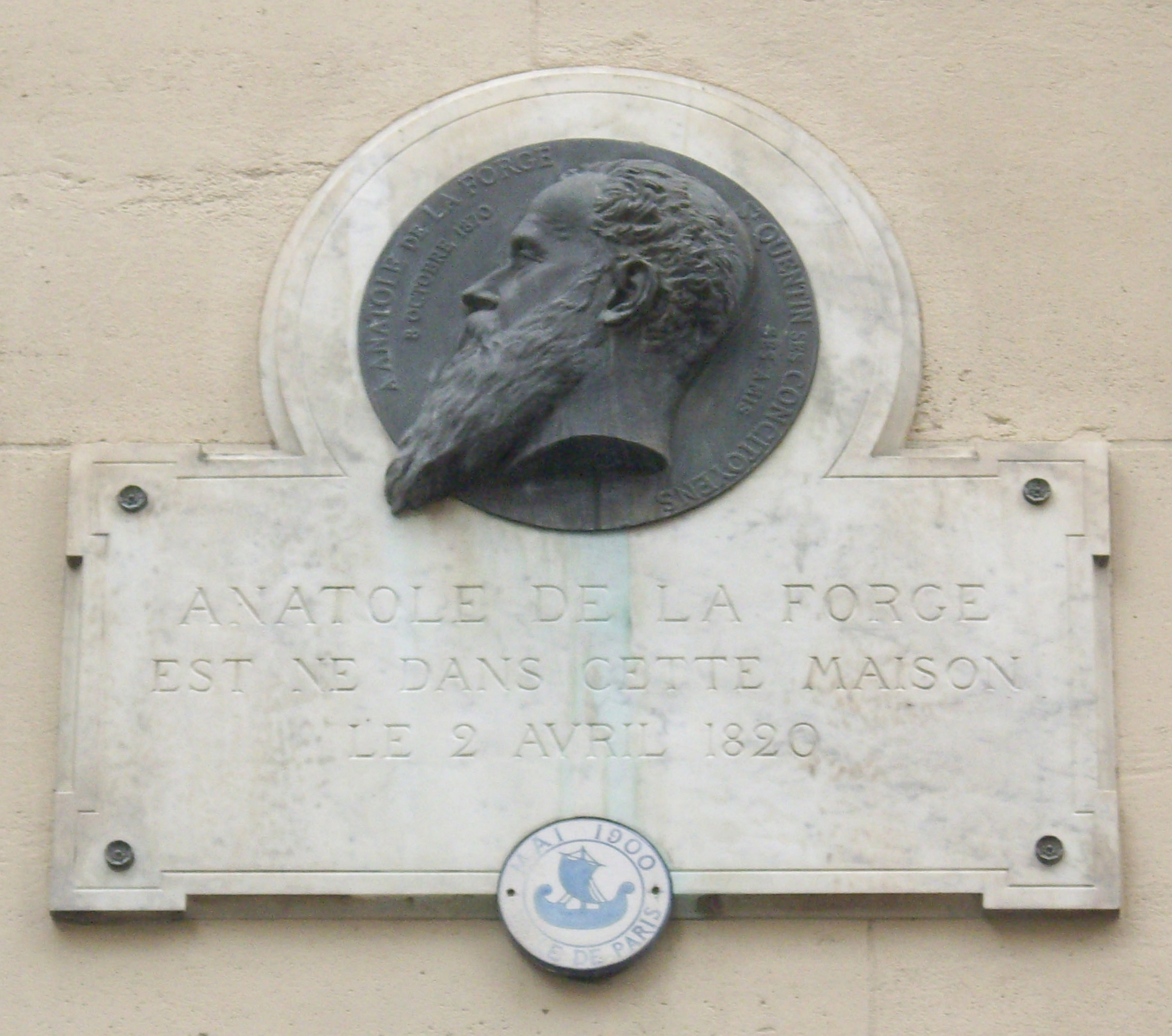
Plaque au no 1.

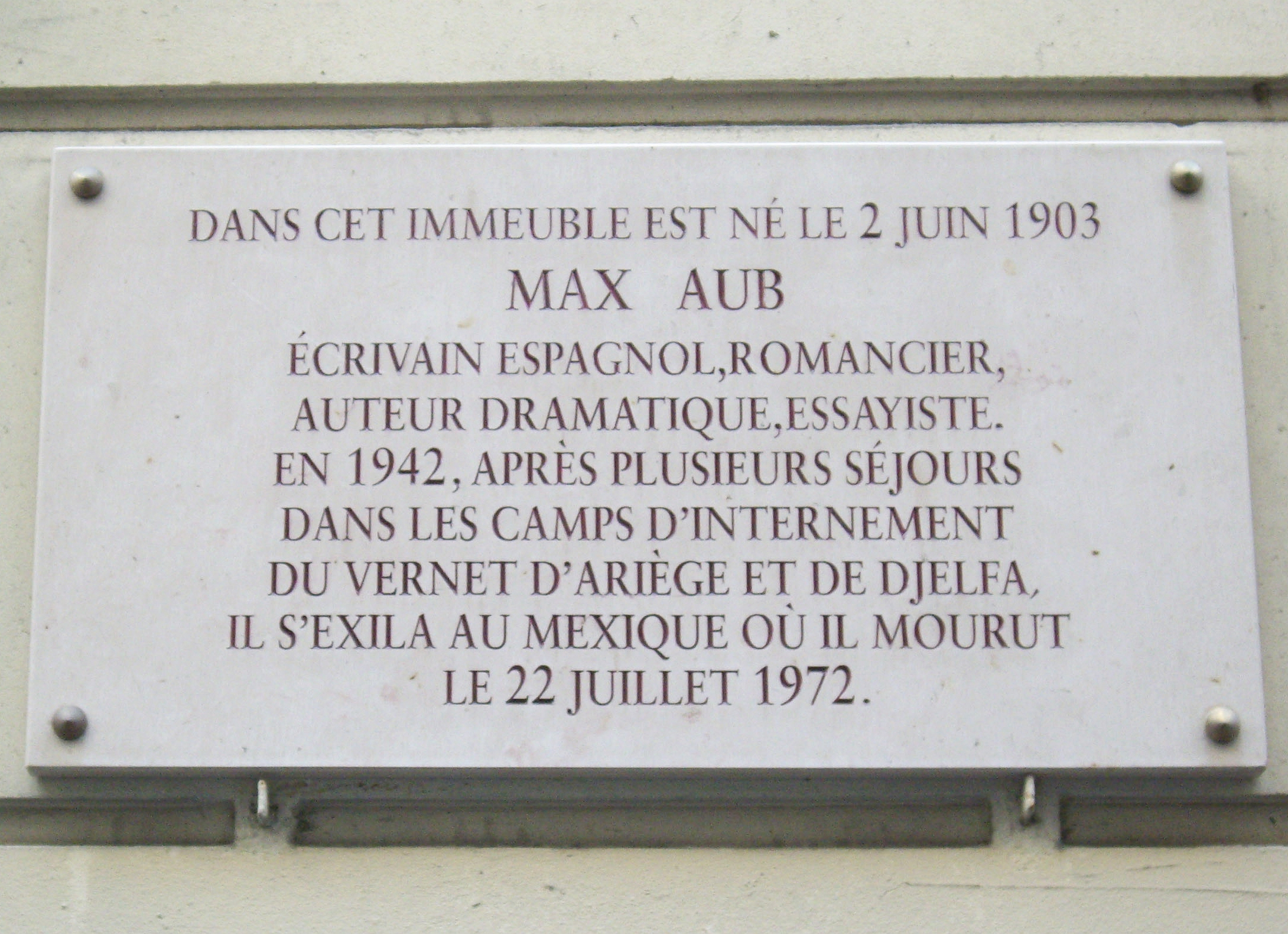
Plaque au no 3.

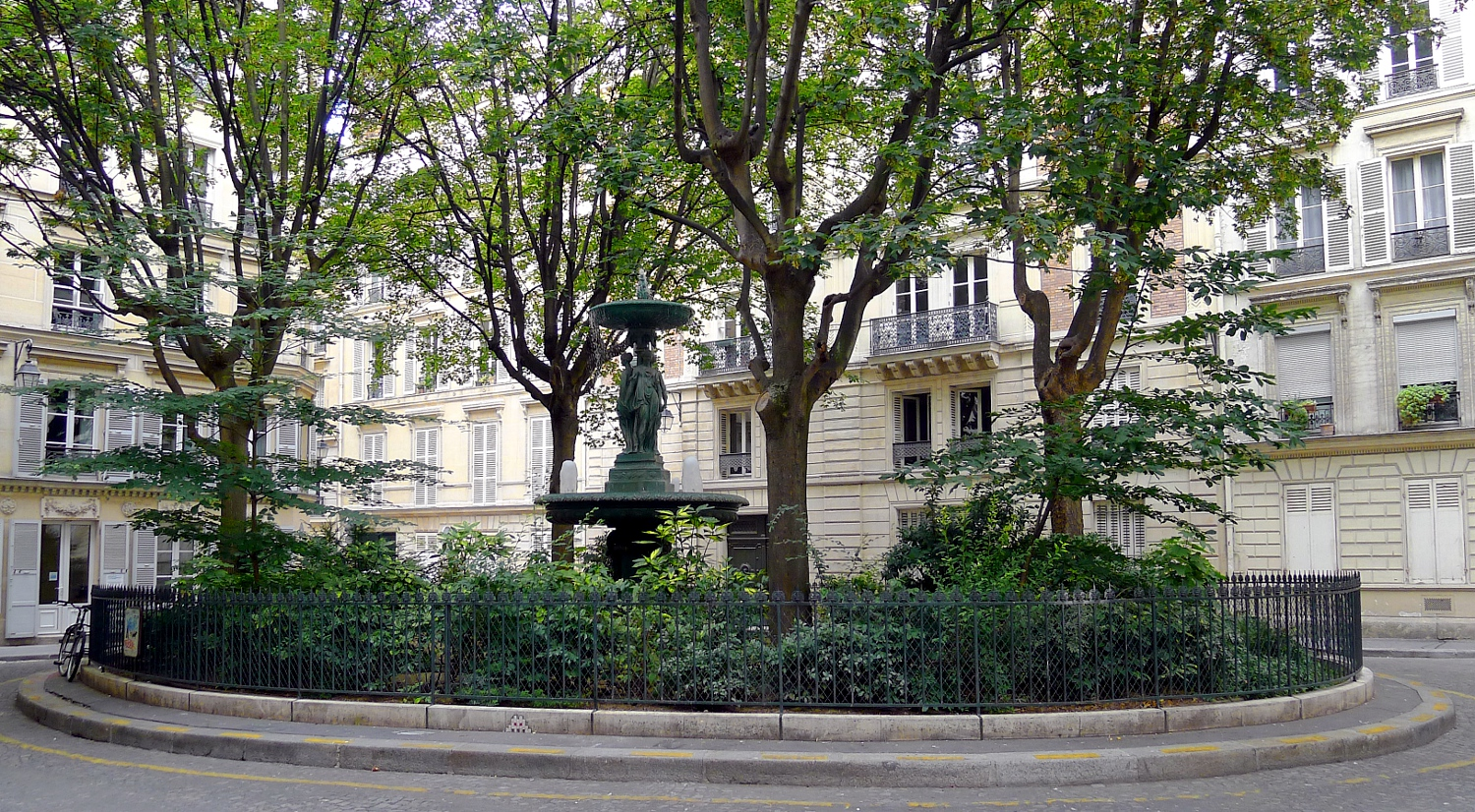
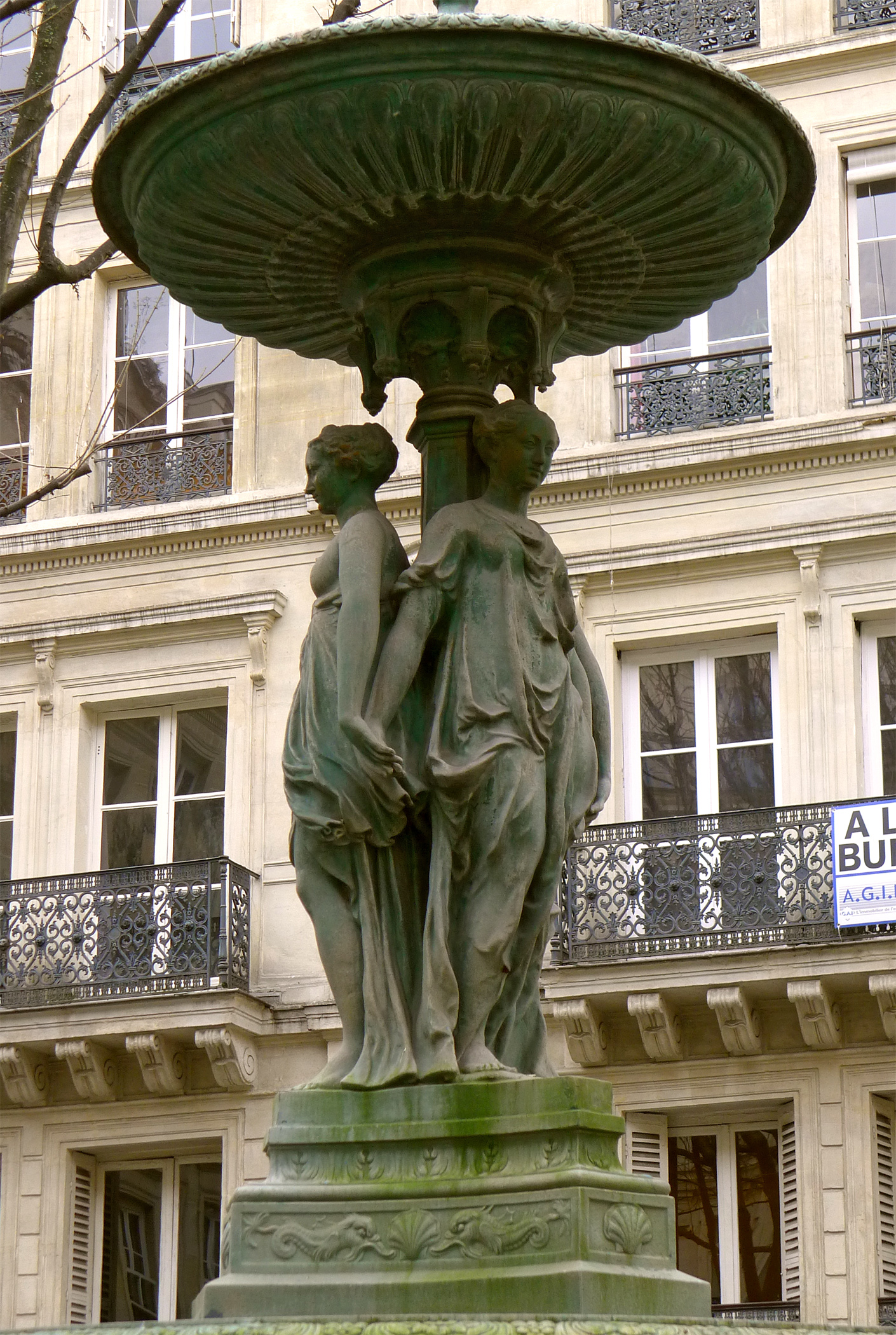

- No 1 : à cet emplacement se trouvait la maison natale de l'homme politique Anatole de La Forge (1820-1892)[4]. Une plaque commémorative lui rend hommage.
- No 3 : on trouve à cet endroit deux plaques commémoratives relatives à deux anciens résidents, Eugène Sartory (en), archetier d'art, et Max Aub, écrivain espagnol.
- Nos 40 et 42 : immeubles jumeaux d'époque Louis-Philippe[5].

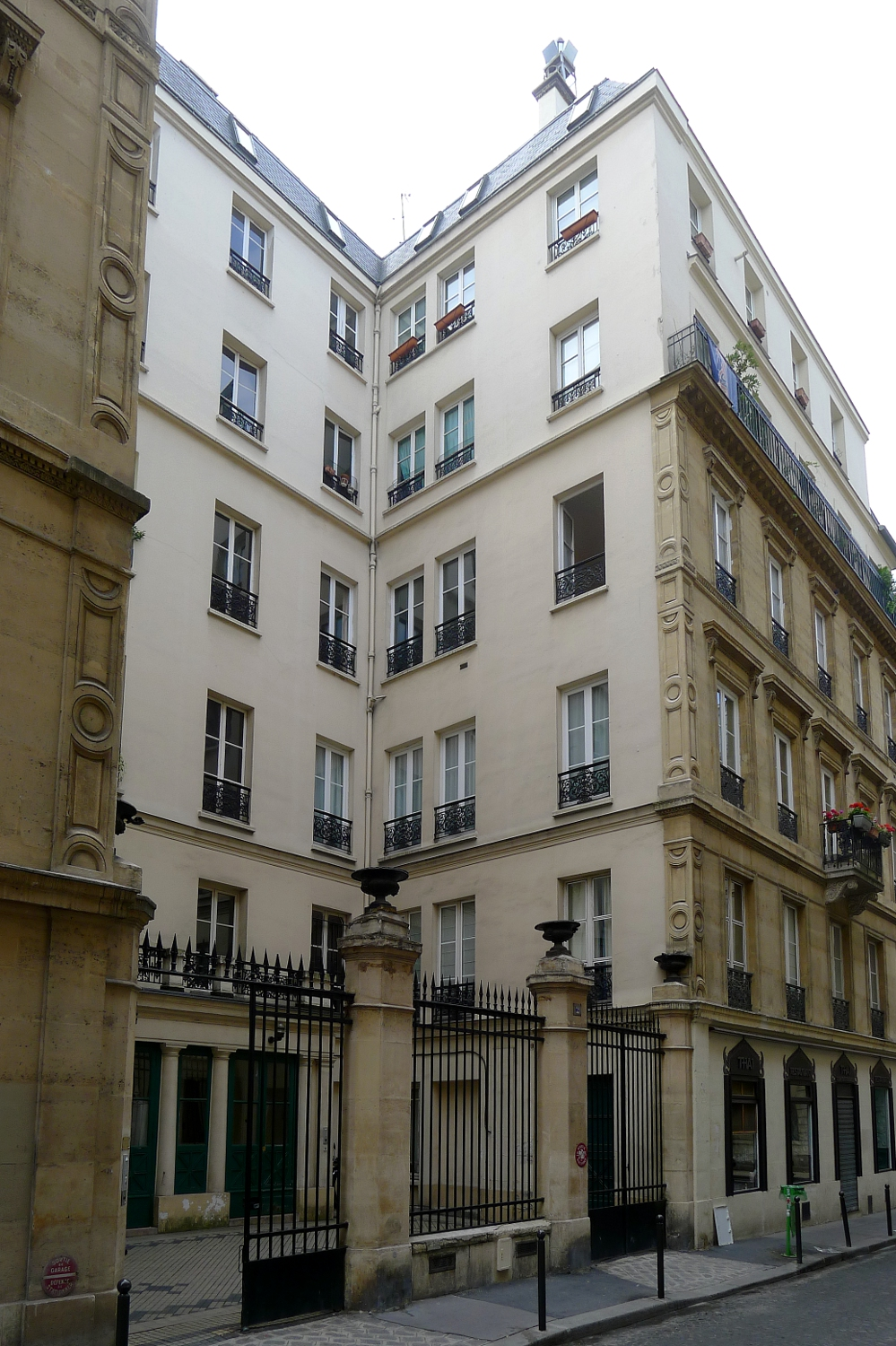
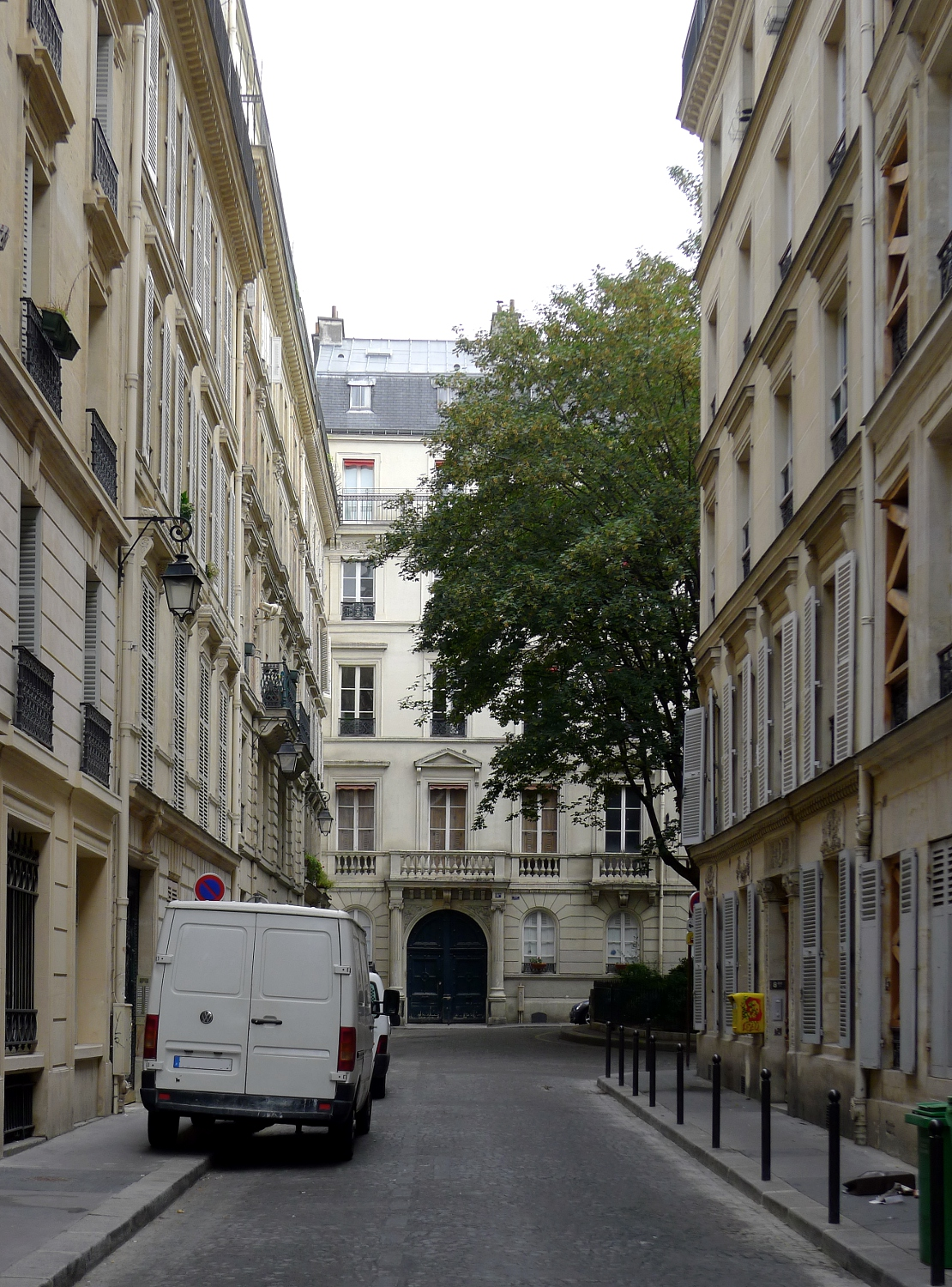
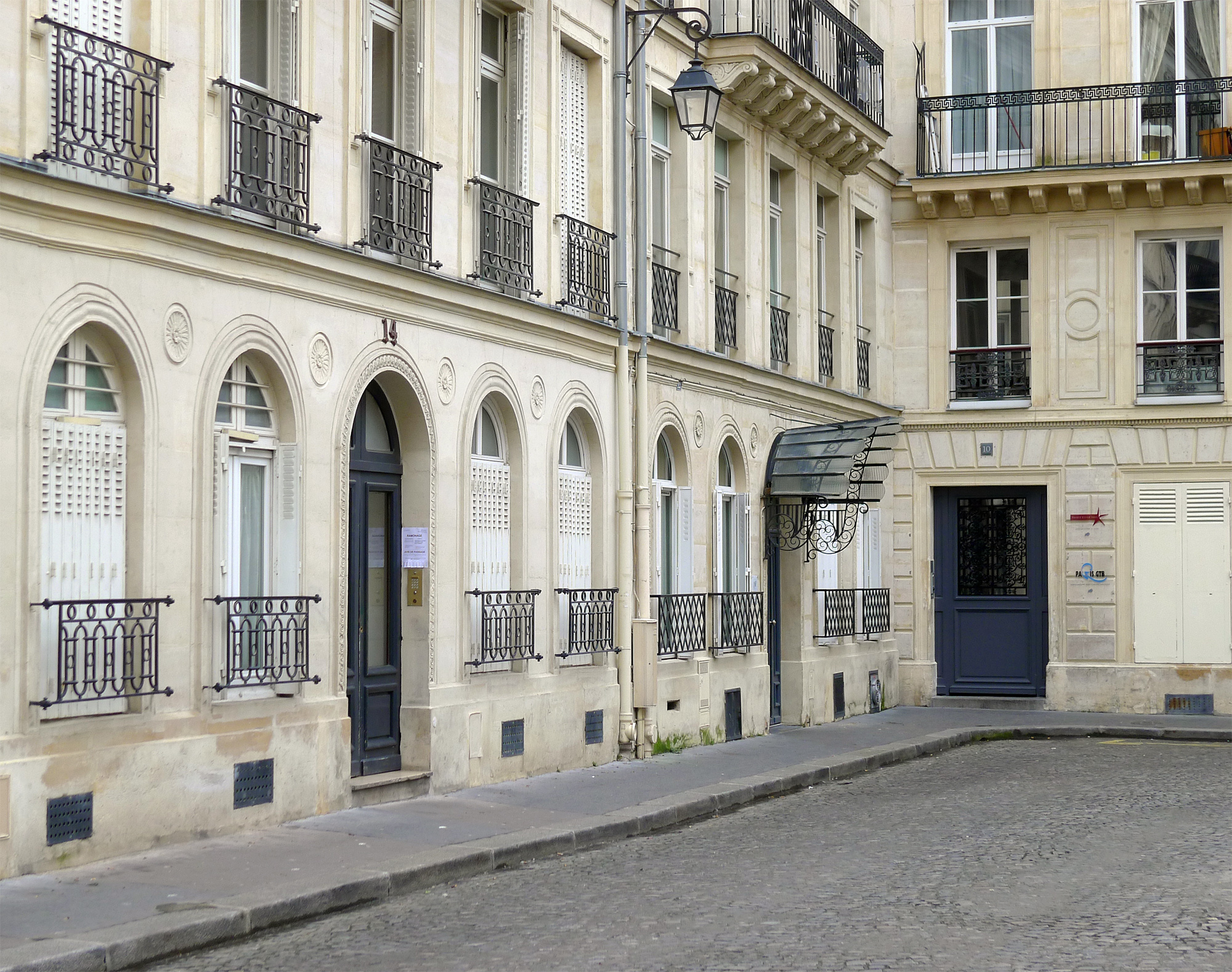
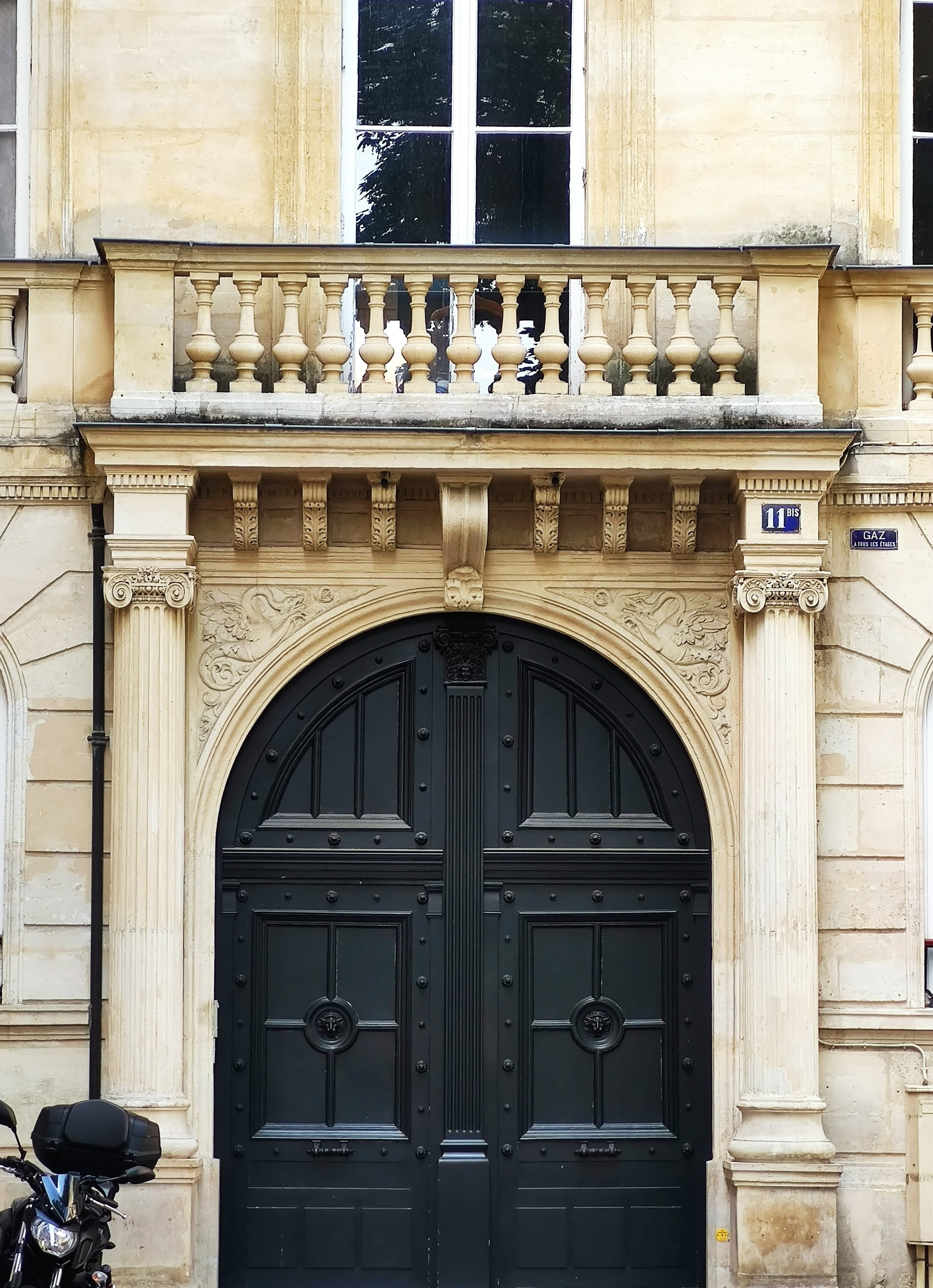
No 11 bis : entrée.